# Ada peruviana
Ada peruviana är en orkidéart som beskrevs av David Edward Bennett och Eric Alston Christenson. Ada peruviana ingår i släktet Ada och familjen orkidéer.
Artens utbredningsområde är Peru. Inga underarter finns listade i Catalogue of Life.